# 哈拉马河战役
哈拉马战役是1937年2月6日至27日由西班牙内战期间弗朗西斯科·佛朗哥将军所领导的的国民军向马德里以东的哈拉马河地区的共和军发动的一场进攻，企图将共和军驱逐出该区域。来自非洲军团的摩洛哥正规军和西班牙军团精锐一度迫使包括国际纵队在内的中央共和军撤退，但经过几天的激烈战斗，国民军没有取得任何突破。共和军对国民军占领区发动的反击同样失败，双方伤亡惨重。

## 背景
1936-37 年的冬天，由于弗朗西斯科·佛朗哥将军所率领的国民军未能在1936 年 11月的马德里围攻中占领马德里，国民派决定跨过哈拉马河，绕过马德里并向东南方向进攻，以此切断马德里与共和国临时首都瓦伦西亚的通讯。
此次战斗由埃米利奥·莫拉将军全权指挥马德里周围的国民军，计划在马德里以南的11公里处发起进攻，跨过哈拉马河。路易斯·奥加兹·尤尔迪将军负责前线指挥。由何塞·恩里克·巴莱拉将军担任了战地指挥官这一职责。在原计划中，位于瓜达拉哈拉的意大利盟军将会协助国民军的进攻。由于马里奥·罗塔将军指挥的意大利军队在进攻之前并没有完成准备，莫拉决定在没有他们的援助下发动攻势。此次行动中国民军约有25,000名步兵，其中大部分是摩洛哥外籍军团和西班牙军团，以及十个骑兵中队。除此之外，国民军还得到了德国的秃鹰军团的支援。秃鹫军团派出了两个重机枪营、由威廉·里特·冯·托马领导的装甲军团与装备了155毫米，88毫米火炮的炮兵支援队伍。
国民军的首要目标是占领哈拉马河的西岸和与之毗邻的高地。随后，他们计划突破共和国在河东岸的高地，占领里瓦斯-巴西亚马德里德和阿尔甘达这两个城镇，以切断马德里-瓦伦西亚公路，将马德里与瓦伦西亚分隔开来。

## 占领西岸
在一段时间的大雨过后，国民军于2月5日发动了进攻。他们率先袭击了位于哈拉马河西岸的共和党阵地，突然的袭击使得共和军措手不及。国民军使用了西班牙非洲外籍军团的战术，由摩步旅组成的纵队突击。由于共和军毫无准备，该战术取得了压倒性的胜利。加西亚·埃斯卡梅斯上校指挥军队右翼（向南），里卡多·拉达上校指挥左翼（北），而中部的三个旅由何塞·阿森西奥上校、萨恩斯·德·布鲁阿加和费尔南多·巴伦上校指挥。 埃斯卡梅斯上校于 2 月 6 日在先波苏埃洛斯与已经损失了1300人的共和军第18旅爆发了冲突。 拉达率领的军团占领了马拉尼奥萨山。该山约有700米高，可以俯视哈拉马河的两岸。马拉尼萨山顶上的两个共和党营坚守在悬崖顶上的防御工事，并在那里战斗到最后一人。2月8日，哈拉马河的西岸被国民军占领；2月9日，拉达的军队占领了位于里瓦斯-巴西亚马德里德对面的高地。